# Så er det nu, I: Europa - verdens navle
|  | Denne artikel er oprettet af botten Steenthbot ud fra en ekstern database. Den kan derfor have sproglige fejl eller mangler. Denne skabelon kan fjernes efter kontrol af indholdet. |

Så er det nu, I: Europa - verdens navle er en dansk dokumentarfilm fra 1971 instrueret af Svend Aage Lorentz og efter manuskript af Viggo Clausen og Jørgen Roos.

## Handling
En historisk gennemgang, der viser EF som et produkt af århundreders magtkamp i Europa.